# 亚历山大·巴巴科夫
亚历山大·米哈伊洛维奇·巴巴科夫（俄語：Александр Михайлович Бабаков，羅馬化：Aleksandr Mikhaylovich Babakov，1963年2月8日—）是俄罗斯政治人物和国家杜马议员。 2012年，他被普京任命为俄罗斯总统特别代表。
自2014年以来，他一直受到欧盟、加拿大和瑞士的制裁。他也于2017年受到美国的制裁。

## 政治活动
他是外交事务委员会成员、俄罗斯联邦议会间小组副主席、国家杜马驻各国议会联盟代表团团长、国家杜马委员会主席，负责对俄罗斯联邦军事和国防工业综合体提供法律支持。 2010年，他被任命为杜马副议长，直至2011年12月。
2012年6月，他被普京任命为与俄罗斯海外组织接触的总统特使。
2003年，他当选为俄罗斯国家杜马议员，并于2006年3月因德米特里·罗戈津意外辞职后成为祖国党领袖。
2006年，他曾连续几个月担任祖国党的领导人，并组织成立了公正俄罗斯党，该党由祖国党、俄罗斯生命党和俄罗斯社会正义退休者党合并而成，并担任其管理委员会成员。
2006年至2007年间，他在国家杜马成为公正俄罗斯派系的领导，该党领导人谢尔盖·米罗诺夫则担任俄罗斯联邦委员会议长。

## 制裁
2014年9月，在俄罗斯联邦吞并克里米亚以及更广泛的俄乌战争之后，巴巴科夫受到欧盟的制裁，包括资产冻结。出于同样的原因，巴巴科夫也受到了英国政府的制裁。
2022年4月14日，美国司法部对巴巴科夫提出起诉，罪名是“密谋让美国公民在美国充当俄罗斯未注册代理人、密谋违反和逃避美国制裁、密谋实施签证欺诈”。

## 个人资产
根据反腐败调查，包括阿列克谢·纳瓦利内公布的材料，巴巴科夫在法国伊夫林地区圣莱热拥有一处列入遗产名录的庄园，并在巴黎富裕的第七区的大学路拥有一套公寓。
据报道，他还在伦敦骑士桥里士满法院拥有一套住宅公寓。
2011年，巴巴科夫将其在英属维尔京群岛注册的控股公司AED International的所有权转让给了他的女儿。

## 个人生活
巴巴科夫已婚并育有3名子女

## 荣誉
- 友谊勋章 (2008)[15]
- 祖国功勋勋章 (2020)[16]
- 荣誉勋章（英语：Order of Honour (Russia)） (2017)[17]
- Sretenje勋章（英语：Sretenje Order） (2013)